# Поденщина (журнал)
«Поденщина, или ежедневные издания» — относится к ряду сатирических журналов, возникших в 1769 году как реакция на издание журнала «Всякая всячина», основанного самой Екатериной II. «Поденщина» издавалась в Санкт-Петербурге с 1 марта по 4 апреля 1769 года, немногим более месяца (с перерывом в неделю от 1 до 8 марта). Всего вышло 28 вып. (134 стр.).
Он был основан обер-офицером Василием Васильевичем Тузовым, о ком известно немного. Журнал основан как сатирический, основное содержание журнала — описание быта и обычаев провинциальной жизни, крестьян и временных рабочих, занятых подённым трудом — подёнщиков, откуда и название журнала. Журнал относится к авторским произведениям или к так называемым приватным или личным журналам, так как издатель Тузов и был автором почти всех произведений, публиковавшихся в «Подёнщине».
В первой половине журнала печатались бытовые сценки, статьи о происхождении народных обычаев и суеверий, связанных между собой рассказом от первого лица — «маляра» и «лекаря». В рассказе «лекаря» приводятся и средства народной медицины. Во второй части журнала (вып. 16—28) преобладают тексты, переведённые издателем журнала на русский язык. Между ними можно найти историю «волшебства» (17 — 20 марта), сведения о «художествах» (21 — 24 марта), косметические рецепты, почёрпнутые из «Medicamina amoris» Овидия (25 — 28 марта), переводы из сочинений Ю. Т. Оксеншерна. В последних номерах журнала имеется перечень арабских, турецких и татарских слов, заимствованных русским языком. Филологические объяснения автора оказываются большей частью ошибочными. Язык журнала тяжёл, полон оборотами канцелярского языка и славянизмами.
Имеется переиздание журнала, публиковавшееся в Москве в 1858 году.
Журнал имел во многом подражательный характер по отношению к таким изданиям, как «Трудолюбивая пчела» или «И то, и сё».
Журнал прекратил своё существование, так как не имел успеха у читающей публики.